# طعور (المهرة)

تعديل مصدري - تعديل

طعور هي إحدى قرى مديرية حات التابعة لمحافظة المهرة، بلغ تعداد سكانها 83 نسمة حسب تعداد اليمن لعام 2004.